# Druckfarbenfabriken Gebrüder Schmidt
Die Druckfarbenfabriken Gebrüder Schmidt GmbH (abgekürzt GS) war ein bedeutender deutscher Hersteller von Druckfarben und stellte Buch-, Offset- und Tiefdruckfarben her. Später wurden auch Farben für den Siebdruck und den Flexodruck in das Produktionsprogramm aufgenommen. Heute gehört das Unternehmen zur Flint Group.

## Geschichte
Das Unternehmen wurde von den Brüdern Ernst und Rudolf Schmidt 1878 gegründet auf einem 1.200 m² großen Gelände an der Solmsstraße 31 in Bockenheim bei Frankfurt am Main (heute ein Stadtteil von Frankfurt). Zuerst hergestellt wurden schwarze Zeitungsrotations-, Werk-, Akzidenz-, Illustrations- und Prachtdruckfarben.
1889 wurde eine Filiale in Berlin errichtet, die Farben für Zeitungsrotation, später auch Buntfarben fabrizierte. 1907 wurde eine Fabrik in Berlin-Heinersdorf übernommen, seit 1910 wurde Farbe für das Tiefdruckverfahren hergestellt. 1928 folgte die Verlegung des Firmensitzes nach Berlin, 1930 produzierte Schmidt an zehn Standorten in Europa. Vor dem Zweiten Weltkrieg wurden Auslandsvertretungen und Werke in Holland, Schweden, Ungarn, Österreich, der Schweiz und Polen gegründet.
Der Neubeginn nach 1945 erfolgte in der 1943 übernommenen Druckfarbenfabrik August Haller GmbH an der Gaugrafenstraße in Frankfurt-Rödelheim, die den Krieg weitgehend unbeschadet überstanden hatte. (August Haller war Ernst Schmidts Schwiegersohn.) 1946 konnte die  Firma C. A. Lindgens in Rodenkirchen, ein Grundstoffhersteller,  übernommen werden. 1947 erfolgte die Gründung des Unternehmens Farbenschmidt GmbH in Flomborn, die 1975 geschlossen wurde. 1967 kam die Druckfarbenfabrik Dr. Gustav Wicke in West-Berlin hinzu, die später unter Druckfarbenfabrik Berlin KG, Gebr. Schmidt GmbH firmierte und 2003 liquidiert wurde. 1958 erfolgte die Übernahme eines Werkes in Montreal/Kanada.
1978 wurde zum 100-jährigen Unternehmensbestehen die 100-Jahre-Gebrüder-Schmidt-Stiftung gegründet, die den Medien Award für Mediengestalter alle zwei Jahre vergibt. Am 5. April 2002 fusionierte das Unternehmen, das im Jahr 2001 einen Umsatz von ungefähr 250 Mio. Euro und ungefähr 1.000 Mitarbeiter hatte, mit dem US-Unternehmen Flint Ink Corporation aus Michigan. 2006 erfolgte die namentliche Übertragung auf Flint.
Im Juli 2005 erwarb eines der weltweit zehn größten Private-Equity-Finanzunternehmen, der Finanzinvestor CVC Capital Partners, das Joint-Venture. CVC formte so gemeinsam mit der kurz davor erworbenen Druckfarbensparte der BASF und dem Farbenhersteller ANI Printing einen Konzern namens Flint Group mit 2,1 Mrd. Euro Jahresumsatz. Die zur Finanzierung des Mehrfachmergers aufgenommenen Bankkredite wurden auf die fusionierten Unternehmen überschrieben. Für den Kapitaldienst wurde es notwendig, die Unternehmens-Rendite von branchenüblichen 1–2 % auf 10 % zu steigern. Dieses wurde durch umfangreiche Restrukturierungsmaßnahmen unter Freisetzung vieler Arbeitsplätze und Schließung großer Teile des Werkes erreicht. 2007 waren noch 280 Mitarbeiter in Frankfurt tätig, blieb aber das Zentrum für Publikationsdruckfarben (Illustrationstiefdruckfarben, Heatset bzw. Rollenoffsetfarben).
Im April 2014 erfolgte der Verkauf an den US-Mischkonzern Koch Industries und die Investment-Sparte von Goldman Sachs. 
Die neuen Eigentümer wollten vor allem auf das noch wachsende Geschäft mit Farben zum Bedrucken von Verpackungen setzen, das zu dieser Zeit rund die Hälfte des Flint-Umsatzes von 2,2 Mrd. Euro ausgemacht habe. Dadurch solle die schrumpfende Nachfrage nach Druckfarben und Druckplatten für die Zeitungs- und Zeitschriften-Produktion wettgemacht werden. Der operative Gewinn (EBITDA) habe 2013 bei mehr als 320 Mio. Euro gelegen.